# Saint-Rémy (Calvados)
Saint-Rémy è un comune francese di 1 114 abitanti situato nel dipartimento del Calvados nella regione della Normandia.

## Società

### Evoluzione demografica
Abitanti censiti